# وایلر بای بینگن
وایلر بای بینگن (به آلمانی: Weiler bei Bingen) یک شهر در آلمان است که در ماینتس-بینگن واقع شده‌است. وایلر بای بینگن ۲٬۶۲۹ نفر جمعیت دارد.